# Wenlock Priory
Wenlock Priory, ou St Milburga's Priory, é um mosteiro em ruínas do século XII, situado em Much Wenlock, Shropshire. A fundação fazia parte da ordem Cluniac, que foi fundada novamente em 1079 e 1082, no lugar de um antigo mosteiro do século VII, por Roger de Montgomery.
Partes do edifício tornaram-se uma casa mais tarde conhecida como "Abadia de Wenlock", que é propriedade privada, mas a maior parte do Priorado de Wenlock está aberta ao público sob os cuidados do Patrimônio Inglês e é utilizada principalmente para fins recreativos. O terreno possui uma coleção de topiaria.